# باتشوغو (نيويورك)
باتشوغو (بالإنجليزية: Patchogue, New York)‏ هي منطقة سكنية تقع في الولايات المتحدة في مقاطعة سوفولك، نيويورك. يقدر عدد سكانها بـ 11,798 نسمة ومساحتها 6.5 كم2 وترتفع عن سطح البحر 6 متر.

## التركيبة السكانية
حدّد مكتب تعداد الولايات المتحدة بيانات التركيبة السكانية لباتشوغو في تعداد الولايات المتحدة. في ما يلي، التركيبة السكانية حسب تعدادي 2000 و2010.

### تعداد عام 2000
بلغ عدد سكان باتشوغو 11,919 نسمة بحسب تعداد عام 2000، وبلغ عدد الأسر 4,636 أسرة وعدد العائلات 2,748 عائلة مقيمة في القرية. في حين سجلت الكثافة السكانية 1,825.3 نسمة لكل كيلومتر مربع (4,727.5/ميل2). وبلغ عدد الوحدات السكنية 4,902 وحدة بمتوسط كثافة قدره 750.7 لكل كيلومتر مربع (1,944.3/ميل2).
وتوزع التركيب العرقي للقرية بنسبة 81.27% من البيض و3.89% من الأمريكيين الأفارقة و0.34% من الأمريكيين الأصليين و1.39% من الأمريكيين ذوي الأصول الآسيوية و0.02% من سكان جزر المحيط الهادئ و9.23% من الأعراق الأخرى و3.85% من عرقين مختلطين أو أكثر و23.84% من الهسبانيون أو اللاتينيون من أي عرق.
بلغ عدد الأسر 4,636 أسرة كانت نسبة 32.4% منها لديها أطفال تحت سن الثامنة عشر تعيش معهم، وبلغت نسبة الأزواج القاطنين مع بعضهم البعض 40.3% من أصل المجموع الكلي للأسر، ونسبة 13.4% من الأسر كان لديها معيلات من الإناث دون وجود شريك، بينما كانت نسبة 5.6% من الأسر لديها معيلون من الذكور دون وجود شريكة وكانت نسبة 40.7% من غير العائلات. تألفت نسبة 31.8% من أصل جميع الأسر من عدة أفراد يعيشون في نفس المنزل ونسبة 9% كانت تتألف من شخص يعيش بمفرده يبلغ من العمر 65 عاماً أو أكثر. وبلغ متوسط حجم الأسرة المعيشية 2.54، أما متوسط حجم العائلات فبلغ 3.20.
بلغ العمر الوسطي للسكان 34.9 عاماً. وكانت نسبة 22.4% من القاطنين تحت سن الثامنة عشر، وكانت نسبة 9.1% بين الثامنة عشر والرابعة والعشرين عاماً، ونسبة 36.8% كانت واقعةً في الفئة العمرية ما بين الخامسة والعشرين والرابعة والأربعين عاماً، ونسبة 20.2% كانت ما بين الخامسة والأربعين والرابعة والستين، ونسبة 10.4% كانت ضمن فئة الخامسة والستين عاماً فما فوق. يوجد لكل 100 أنثى 99.8 ذكر، ويوجد لكل 100 أنثى في الثامنة عشر من عمرها فما فوق 98.8 ذكر.
بلغ متوسط دخل الأسرة في القرية 47,027 دولارًا، أما متوسط دخل العائلة فبلغ 60,126 دولارًا. وكان متوسط دخل الذكور 38,561 دولارًا مقابل 30,599 دولارًا للإناث. وسجل دخل الفرد الخاص بالقرية 22,962 دولارًا. وكانت نسبة 8.1% من العائلات ونسبة 10.7% من السكان تحت خط الفقر، وكان من هؤلاء نسبة 13.9% تحت سن الثامنة عشر ونسبة 10.4% في الخامسة والستين من العمر وما فوق.

## معرض صور

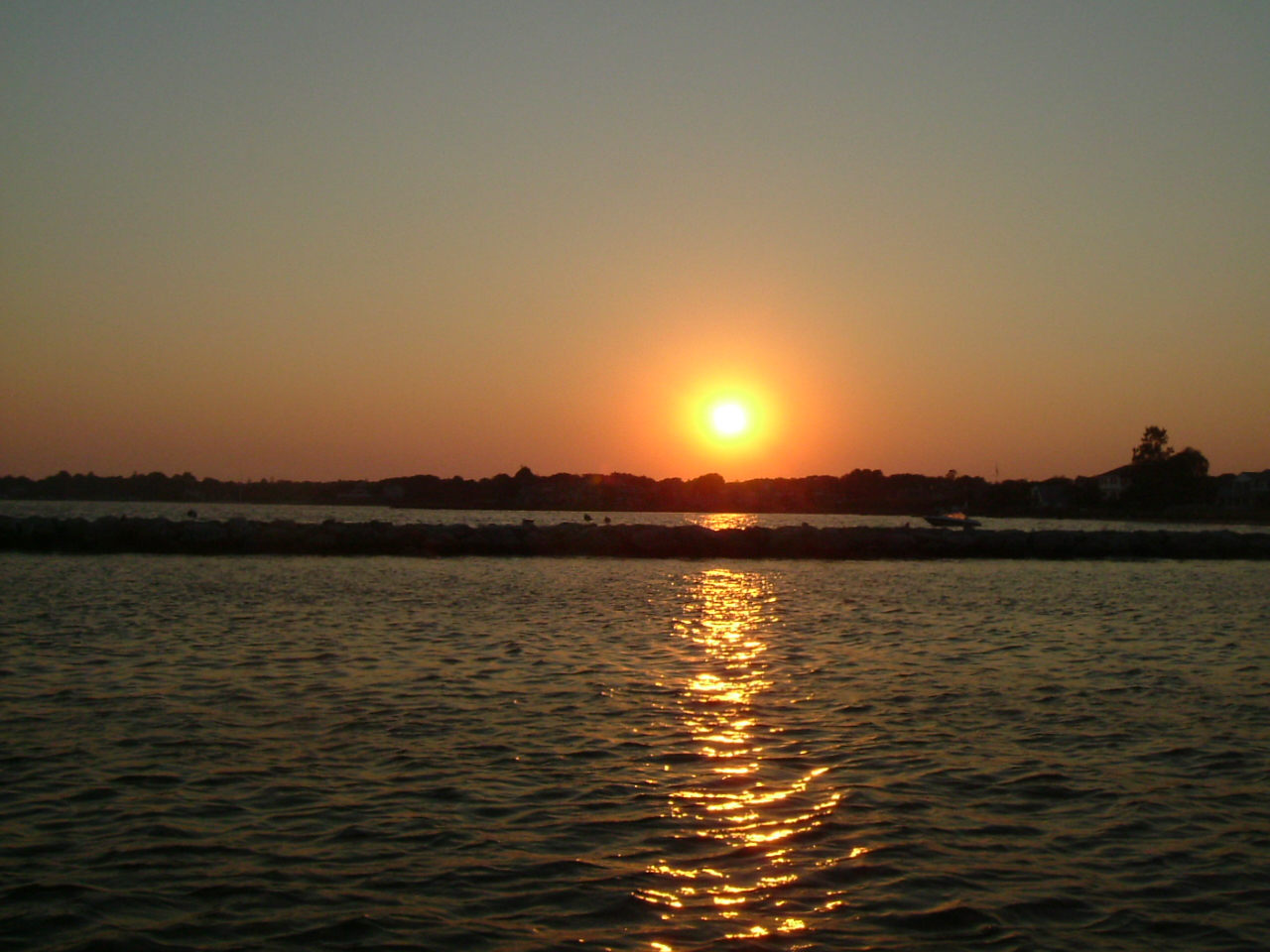
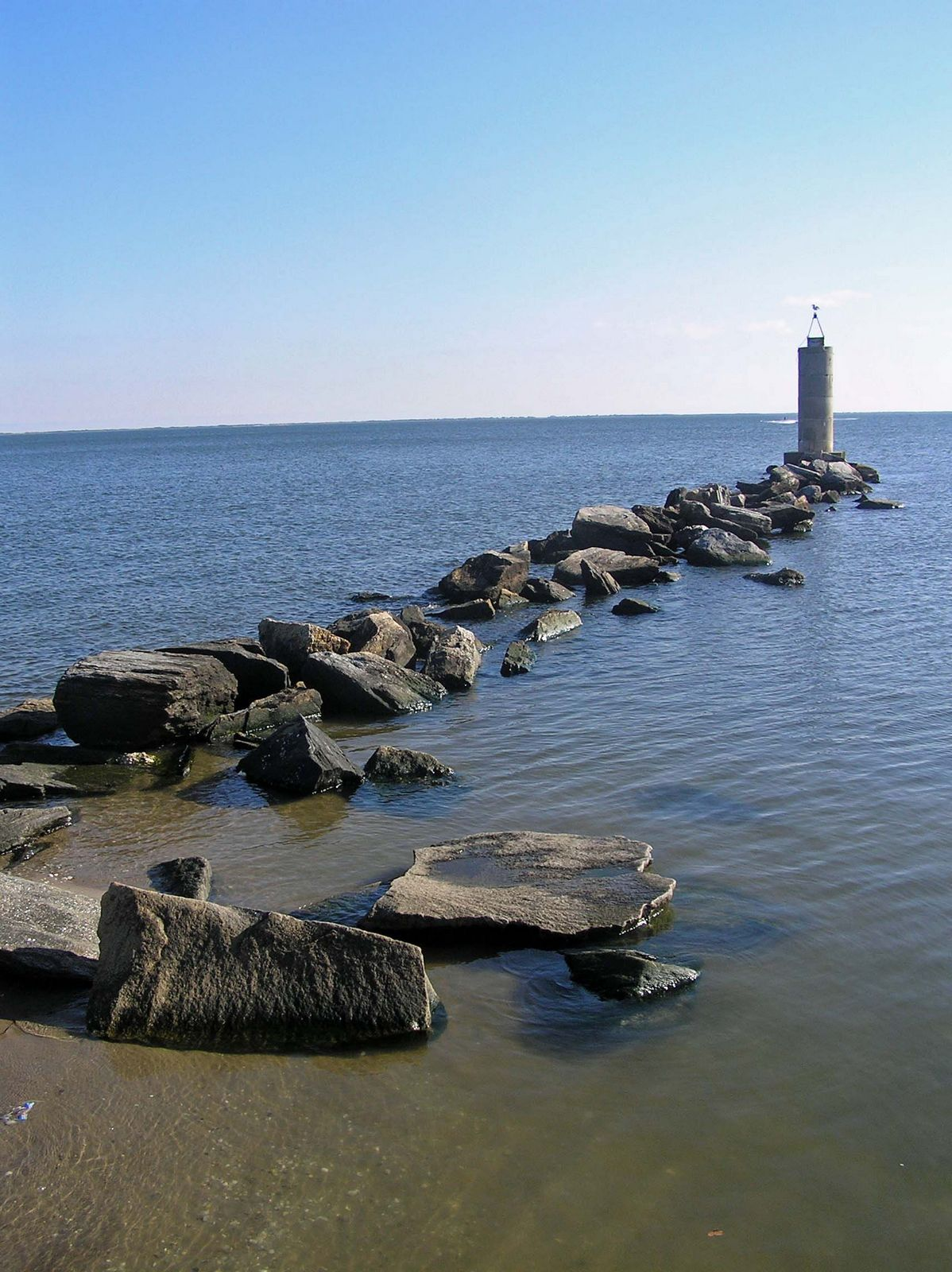
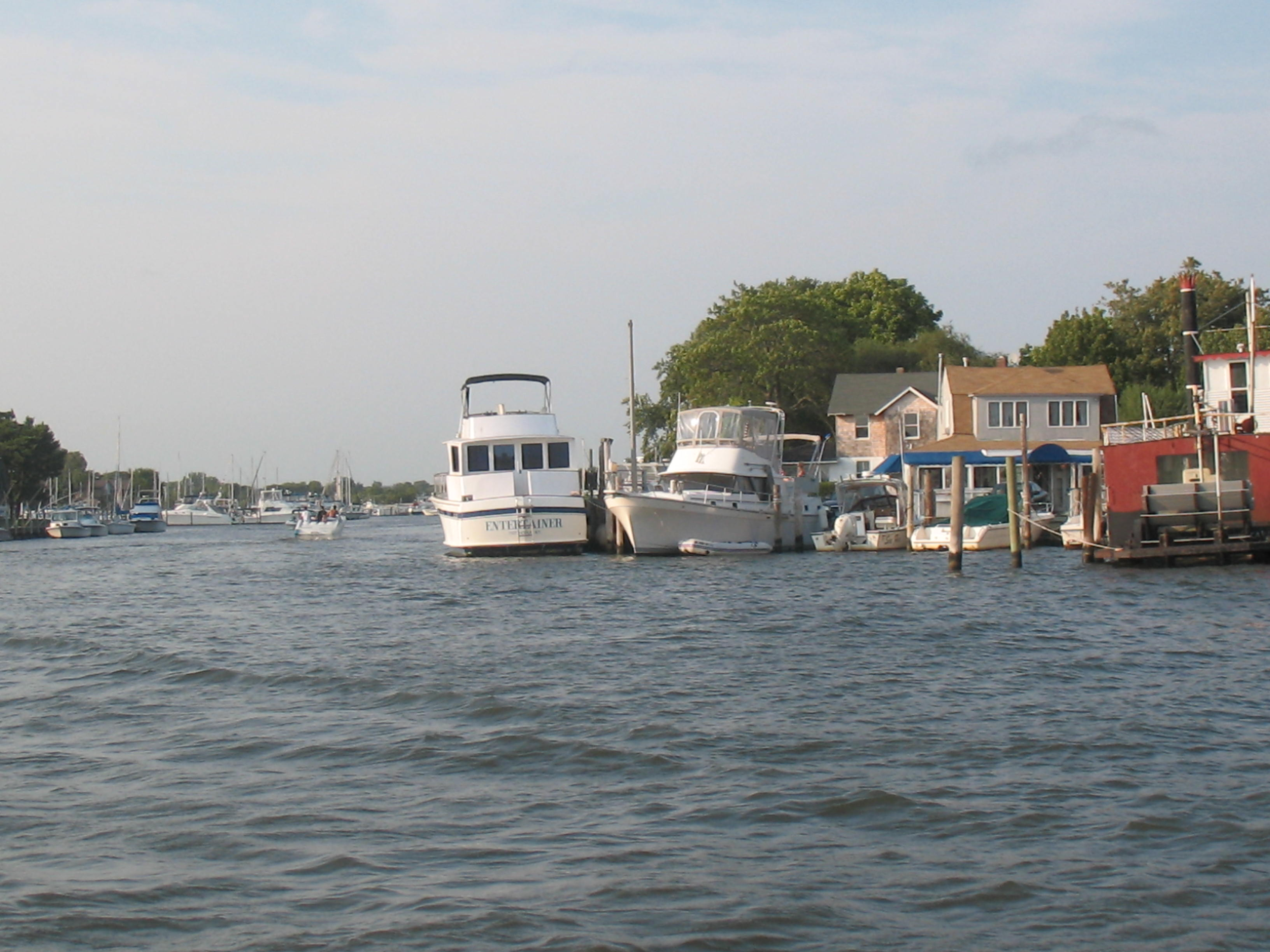

### تعداد عام 2010
بلغ عدد سكان باتشوغو 11,798 نسمة بحسب تعداد عام 2010، وبلغ عدد الأسر 4,694 أسرة وعدد العائلات 2,687 عائلة مقيمة في القرية. في حين سجلت الكثافة السكانية 1,806.7 نسمة لكل كيلومتر مربع (4,679.3/ميل2). وبلغ عدد الوحدات السكنية 5,023 وحدة بمتوسط كثافة قدره 769.2 لكل كيلومتر مربع (1,992.2/ميل2).
وتوزع التركيب العرقي للقرية بنسبة 76.23% من البيض و5.78% من الأمريكيين الأفارقة و0.49% من الأمريكيين الأصليين و1.57% من الأمريكيين ذوي الأصول الآسيوية و11.81% من الأعراق الأخرى و4.12% من عرقين مختلطين أو أكثر و29.56% من الهسبانيون أو اللاتينيون من أي عرق.
بلغ عدد الأسر 4,694 أسرة كانت نسبة 29.4% منها لديها أطفال تحت سن الثامنة عشر تعيش معهم، وبلغت نسبة الأزواج القاطنين مع بعضهم البعض 38% من أصل المجموع الكلي للأسر، ونسبة 13.2% من الأسر كان لديها معيلات من الإناث دون وجود شريك، بينما كانت نسبة 6% من الأسر لديها معيلون من الذكور دون وجود شريكة وكانت نسبة 42.8% من غير العائلات. تألفت نسبة 33.6% من أصل جميع الأسر من عدة أفراد يعيشون في نفس المنزل ونسبة 8.3% كانت تتألف من شخص يعيش بمفرده يبلغ من العمر 65 عاماً أو أكثر. وبلغ متوسط حجم الأسرة المعيشية 2.50، أما متوسط حجم العائلات فبلغ 3.20.
بلغ العمر الوسطي للسكان 37.3 عاماً. وكانت نسبة 20.8% من القاطنين تحت سن الثامنة عشر، وكانت نسبة 8.4% بين الثامنة عشر والرابعة والعشرين عاماً، ونسبة 33.4% كانت واقعةً في الفئة العمرية ما بين الخامسة والعشرين والرابعة والأربعين عاماً، ونسبة 27.7% كانت ما بين الخامسة والأربعين والرابعة والستين، ونسبة 9.7% كانت ضمن فئة الخامسة والستين عاماً فما فوق. وتوزع التركيب الجنسي للسكان بنسبة 50.1% ذكور و49.9% إناث.

## أعلام
- إليزابيث أوكس سميث
- فرانك كاستيلانو
- روبرت بيلليترو
- كيفن كونولي
- إميلي نيوتن بارتو
- سيلفيا بورتر
- إدوين لويس غارفين